# 第33回スーパーボウル
第33回スーパーボウル（だい33かいスーパーボウル、Super Bowl XXXIII）は1999年1月31日にフロリダ州マイアミガーデンズのプロ・プレーヤー・スタジアムで行われた33回目のスーパーボウル。AFCチャンピオンであるデンバー・ブロンコスとNFCチャンピオンであるアトランタ・ファルコンズの対戦。ブロンコスがファルコンズを34-19で破って、スーパーボウル連覇を果たした。MVPはブロンコスのクォーターバックであるジョン・エルウェイが受賞した。スーパーボウルを3連覇したチームはないことから、3連覇を期待されたが、エルウェイはこの試合限りで引退し、ブロンコスも3連覇を果たせなかった。
テレビ中継はFOXが担当した。

## 背景

### 開催地決定まで
1996年10月31日、ニューオーリンズでのオーナー会議で第33回スーパーボウルをマイアミで開催することが決定された。マイアミの他には、アトランタ、タンパ、ロサンゼルスが候補に上っていた。オーナー会議では当初、第33回と第34回の2回分のみの開催地を決定する予定であったが、各候補地のプレゼンテーションが強力であったため、第35回の開催地もこれらの候補地から選定することとした。その結果、第33回がマイアミ、第34回がアトランタ、第35回がタンパに決定した 。

### デンバー・ブロンコス
ブロンコスは前年の第32回スーパーボウルに優勝したエルウェイが、スーパーボウル優勝を花道に現役を引退するか注目された。エルウェイは現役続行を決断、スーパーボウル連覇を目指した。チームはエルウェイのリーダーシップの下で開幕から13連勝を達成、ニューヨーク・ジャイアンツに敗れて、開幕からの連勝は止まったものの、AFCトップの14勝2敗の成績をあげた。
エルウェイとテレル・デービスが牽引したオフェンスはNFL2位の501得点をあげて、トータルオフェンスでもNFL3位の6,276ヤードを獲得した。デービスはこの年2,008ヤードを走るとともに、25回のレシーブで217ヤードを獲得、23TDをあげて最優秀選手と最優秀攻撃選手に選ばれた。38歳のQBエルウェイも2,806ヤードを投げて、22TDに対してわずか10INT、3年連続9回目のプロボウルに選ばれた。エルウェイの活躍の背景にはプロボウルに選ばれた2人のWR、1人のTEの存在があり、WRエド・マカフリーは64回のレシーブで1,053ヤード、10TD、ロッド・スミスは86回のレシーブで1,222ヤード、6TD、TEシャノン・シャープは、64回のレシーブで786ヤード、10TDをあげた。オフェンスラインからもトム・ネイレン、マーク・シュレーレス、トニー・ジョーンズの3人がプロボウルに選ばれた。スペシャルチームでは新人RBヴォーン・ヘブロンが46回のキックオフリターンで1,216ヤード（平均26.4ヤード）をリターンする活躍を見せた。
ディフェンスもNFL8位の308失点に相手を抑えた。ディフェンシブタックルのマア・タヌバサ、トレバー・プライスはそれぞれ8.5サックをあげた。彼らの後ろではLBビル・ロマノウスキーが55タックル、7.5サック、3ファンブルリカバー、2インターセプトをあげてプロボウルに選ばれた。ディフェンスバックでは、スティーブ･アトウォーターとダリエン・ゴードンがそれぞれチームトップの4インターセプトをあげた。ゴードンはパントリターンでも活躍、34回で379ヤードをリターンした。

### アトランタ・ファルコンズ
ファルコンズはフランチャイズ史上初めてスーパーボウルに進出した。ブロンコスと同じく14勝2敗でシーズンを終えたが、前年の1997年には7勝9敗、1996年には3勝13敗だったチームのスーパーボウル進出は驚きを与えた。ファルコンズは、過去20年間に4回しか勝ち越しをしていなかった。
ファルコンズのチーム状態が好転したのは、1997年にダン・リーブスがヘッドコーチに就任してからであった。1997年の開幕から8試合は1勝7敗に終わったが、残り8試合で6勝2敗の成績をあげて、チームは7勝9敗でシーズンを終えた。リーブスは1981年から1992年までブロンコスのヘッドコーチを務めており、第21回スーパーボウル、第22回スーパーボウル、第24回スーパーボウルに出場したがいずれも敗れた。第24回スーパーボウルに敗れた後、コーチや選手との確執があり、1993年にリーブスはブロンコスを退団し、ニューヨーク・ジャイアンツのヘッドコーチに就任、4シーズン務めた後、ファルコンズのヘッドコーチとなった。
QBクリス・チャンドラーは、3,154ヤードを投げて25TD、12INT、ランでも121ヤードを走り、2TDをあげた。WRのトニー・マーティン、テランス・マチスはそれぞれ60回以上のレシーブで1,100ヤード以上を獲得、合計で17TDをあげた。ファルコンズの最大のウェポンは、RBジャマール・アンダーソンであり、1,846ヤードを走るとともに、27回のレシーブで319ヤードを獲得、ランとレシーブ合計16TDをあげた。新人WRティム・ドワイトがスペシャルチームで活躍、キックオフリターンとパントリターンで合計、1,236ヤードをリターン、1TDをあげた。
ディフェンスはランディフェンスがNFL2位の1,203ヤード、トータルディフェンスがNFL8位の5,009ヤードであった。ディフェンシブラインマンのレスター・アチャンボーが10サック、2ファンブルリカバー、チャック・スミスが8.5サック、4ファンブルリカバーでQBにプレッシャーをかけるとともに相手ランをストップした。彼らの後ろには優れたLBが2人おり、ジェシー・タグルは、65タックル、3サック、1ファンブルリカバーでプロボウルに選ばれた。またバッファロー・ビルズ時代に第25回スーパーボウル、第26回スーパーボウル、第27回スーパーボウル、第28回スーパーボウルで4連敗しているコーネリアス・ベネットも69タックル、1サック、2ファンブルリカバーの成績をあげた。ディフェンスバックでは、レイ・ブキャナンがチームトップの7インターセプト、第31回スーパーボウル、第32回スーパーボウルにグリーンベイ・パッカーズの一員として出場しているSユージン・ロビンソンも4インターセプトをあげた。
第14週の試合終了後、冠動脈バイパス術を受けたリーブスヘッドコーチは、医師から心臓発作を起こすおそれがあるため、6週間の休養を命じられたが、リッチ・ブルックス守備コーディネーターに第15週と第16週で暫定ヘッドコーチを務めさせた後、第17週にチームに復帰した。

### プレーオフ
ブロンコスは、マイアミ・ドルフィンズを38-3、ニューヨーク・ジェッツを23-10で破り、2年連続スーパーボウル進出を決めた。ファルコンズは、サンフランシスコ・フォーティナイナーズに20-18、レギュラーシーズン15勝1敗のミネソタ・バイキングスにオーバータイムの末、モーテン・アンダーセンのFGで30-27と勝利して、初のスーパーボウル出場を決めた。
2敗以内のチーム同士がスーパーボウルで対戦するのは、第19回スーパーボウルで1敗のフォーティナイナーズ、2敗のドルフィンズが対戦したのに続く、2度目のことであった。

### 試合開始前の話題
スーパーボウル前、エルウェイと元ブロンコスのヘッドコーチだったリーブスの2人に注目が集まった。
また前日にマイアミのダウンタウンをレンタカーでドライブしていたユージン・ロビンソンは、売春婦を装った女性のおとり捜査官に対して40ドルでオーラルセックスを提案、逮捕された。ロビンソンはその後釈放されて試合に出場したが、マスコミやファンからは厳しく非難された。ロビンソンは逮捕された同日、モラルの優れた選手に与えられるバート・スター賞を受賞していたが、これを返上している。

## 試合経過
| \| 開始 \| 開始 \| 開始 \| ボール保持 \| ドライブ \| ドライブ \| TOP \| 結果 \| 得点内容 \| 得点内容 \| 得点内容 \| 得点 \| 得点 \| \| Q \| 時間 \| 地点 \| ボール保持 \| P \| yd \| TOP \| 結果 \| yd \| 得点者 \| PAT \| ブロンコス \| ファルコンズ \| \| ------------------------------------------------------------------------------------------------------------------------------- \| ------------------------------------------------------------------------------------------------------------------------------- \| ------------------------------------------------------------------------------------------------------------------------------- \| ------------------------------------------------------------------------------------------------------------------------------- \| ------------------------------------------------------------------------------------------------------------------------------- \| ------------------------------------------------------------------------------------------------------------------------------- \| ------------------------------------------------------------------------------------------------------------------------------- \| ------------------------------------------------------------------------------------------------------------------------------- \| ------------------------------------------------------------------------------------------------------------------------------- \| ------------------------------------------------------------------------------------------------------------------------------- \| ------------------------------------------------------------------------------------------------------------------------------- \| ---------- \| ------------ \| \| 1 \| 15:00 \| 自陣37 \| ファルコンズ \| 10 \| 5:25 \| 48 \| フィールドゴール成功 \| 32 \| アンダーセン \| — \| 0 \| 3 \| \| 1 \| 9:35 \| 自陣20 \| ブロンコス \| 10 \| 5:40 \| 80 \| タッチダウン（ラン） \| 1 \| Griffith \| キック成功 \| 7 \| 3 \| \| 1 \| 3:55 \| 自陣27 \| ファルコンズ \| 3 \| 1:43 \| -1 \| パント \| — \| — \| — \| — \| — \| \| 1 \| 2:12 \| 自陣25 \| ブロンコス \| 3 \| 0:45 \| 6 \| インターセプト \| — \| — \| — \| — \| — \| \| 1-2 \| 1:27 \| 敵陣35 \| ファルコンズ \| 4 \| 2:12 \| 9 \| 第4ダウン失敗 \| — \| — \| — \| — \| — \| \| 2 \| 14:15 \| 自陣29 \| ブロンコス \| 10 \| 4:58 \| 63 \| フィールドゴール成功 \| 26 \| Elam \| — \| 10 \| 3 \| \| 2 \| 9:17 \| 自陣27 \| ファルコンズ \| 7 \| 4:10 \| 65 \| 26ydフィールドゴール失敗 \| — \| — \| — \| — \| — \| \| 2 \| 5:07 \| 自陣20 \| ブロンコス \| 1 \| 0:24 \| 80 \| タッチダウン（パス） \| 80 \| エルウェイ→Smith \| キック成功 \| 17 \| 3 \| \| 2 \| 4:43 \| 敵陣49 \| ファルコンズ \| 6 \| 2:18 \| 38 \| フィールドゴール成功 \| 28 \| アンダーセン \| — \| 17 \| 6 \| \| 2 \| 2:25 \| 自陣28 \| ブロンコス \| 7 \| 1:51 \| 27 \| パント \| — \| — \| — \| — \| — \| \| 2 \| 0:34 \| 自陣10 \| ファルコンズ \| 2 \| 0:34 \| 6 \| 前半終了 \| — \| — \| — \| — \| — \| \| 前半終了 \| \| \| \| \| \| \| \| \| \| \| \| \| \| 3 \| 15:00 \| 自陣26 \| ブロンコス \| 12 \| 6:59 \| 54 \| 38ydフィールドゴール失敗 \| — \| — \| — \| — \| — \| \| 3 \| 8:01 \| 自陣28 \| ファルコンズ \| 4 \| 2:08 \| 25 \| インターセプト \| — \| — \| — \| — \| — \| \| 3 \| 5:53 \| 敵陣42 \| ブロンコス \| 4 \| 2:04 \| 13 \| 48ydフィールドゴール失敗 \| — \| — \| — \| — \| — \| \| 3 \| 3:49 \| 自陣38 \| ファルコンズ \| 4 \| 2:03 \| 41 \| インターセプト \| — \| — \| — \| — \| — \| \| 3-4 \| 1:46 \| 敵陣24 \| ブロンコス \| 5 \| 1:50 \| 24 \| タッチダウン（ラン） \| 1 \| Griffith \| キック成功 \| 24 \| 6 \| \| 4 \| 14:56 \| 自陣30 \| ファルコンズ \| 4 \| 2:19 \| 44 \| インターセプト \| — \| — \| — \| — \| — \| \| 4 \| 12:37 \| 敵陣48 \| ブロンコス \| 3 \| 1:17 \| 48 \| タッチダウン（ラン） \| — \| エルウェイ \| キック成功 \| 31 \| 6 \| \| 4 \| 11:20 \| \| ファルコンズ \| \| 0:19 \| \| キックオフリターンTD \| 94 \| Dwight \| キック成功 \| 31 \| 13 \| \| 4 \| 11:01 \| 自陣46 \| ブロンコス \| 6 \| 3:53 \| 36 \| フィールドゴール成功 \| 37 \| Elam \| — \| 34 \| 13 \| \| 4 \| 7:08 \| 自陣24 \| ファルコンズ \| 16 \| 5:04 \| 76 \| タッチダウン（パス） \| 3 \| Chandler→Mathis \| パス失敗 \| 34 \| 19 \| \| 4 \| 2:04 \| 敵陣37 \| ブロンコス \| 4 \| 0:30 \| 7 \| 第4ダウン失敗 \| — \| — \| — \| — \| — \| \| 4 \| 1:34 \| 自陣30 \| ファルコンズ \| 1 \| 0:11 \| -2 \| ファンブルロスト \| — \| — \| — \| — \| — \| \| 4 \| 1:23 \| 敵陣28 \| ブロンコス \| 2 \| 1:23 \| -2 \| 試合終了 \| — \| — \| — \| — \| — \| \| P=プレー数、TOP=タイム・オブ・ポゼッション、PAT=ポイント・アフター・タッチダウン。 アメリカンフットボールの用語集 (en) も参照。 \| P=プレー数、TOP=タイム・オブ・ポゼッション、PAT=ポイント・アフター・タッチダウン。 アメリカンフットボールの用語集 (en) も参照。 \| P=プレー数、TOP=タイム・オブ・ポゼッション、PAT=ポイント・アフター・タッチダウン。 アメリカンフットボールの用語集 (en) も参照。 \| P=プレー数、TOP=タイム・オブ・ポゼッション、PAT=ポイント・アフター・タッチダウン。 アメリカンフットボールの用語集 (en) も参照。 \| P=プレー数、TOP=タイム・オブ・ポゼッション、PAT=ポイント・アフター・タッチダウン。 アメリカンフットボールの用語集 (en) も参照。 \| P=プレー数、TOP=タイム・オブ・ポゼッション、PAT=ポイント・アフター・タッチダウン。 アメリカンフットボールの用語集 (en) も参照。 \| P=プレー数、TOP=タイム・オブ・ポゼッション、PAT=ポイント・アフター・タッチダウン。 アメリカンフットボールの用語集 (en) も参照。 \| P=プレー数、TOP=タイム・オブ・ポゼッション、PAT=ポイント・アフター・タッチダウン。 アメリカンフットボールの用語集 (en) も参照。 \| P=プレー数、TOP=タイム・オブ・ポゼッション、PAT=ポイント・アフター・タッチダウン。 アメリカンフットボールの用語集 (en) も参照。 \| P=プレー数、TOP=タイム・オブ・ポゼッション、PAT=ポイント・アフター・タッチダウン。 アメリカンフットボールの用語集 (en) も参照。 \| P=プレー数、TOP=タイム・オブ・ポゼッション、PAT=ポイント・アフター・タッチダウン。 アメリカンフットボールの用語集 (en) も参照。 \| 34 \| 19 \| | | | | | | | | | | |            |              |
| 開始 | 開始 | 開始 | ボール保持 | ドライブ | ドライブ | TOP | 結果 | 得点内容 | 得点内容 | 得点内容 | 得点       | 得点         |
| Q | 時間 | 地点 | ボール保持 | P | yd | TOP | 結果 | yd | 得点者 | PAT | ブロンコス | ファルコンズ |
| 1 | 15:00 | 自陣37 | ファルコンズ | 10 | 5:25 | 48 | フィールドゴール成功 | 32 | アンダーセン | — | 0          | 3            |
| 1 | 9:35 | 自陣20 | ブロンコス | 10 | 5:40 | 80 | タッチダウン（ラン） | 1 | Griffith | キック成功 | 7          | 3            |
| 1 | 3:55 | 自陣27 | ファルコンズ | 3 | 1:43 | -1 | パント | — | — | — | —          | —            |
| 1 | 2:12 | 自陣25 | ブロンコス | 3 | 0:45 | 6 | インターセプト | — | — | — | —          | —            |
| 1-2 | 1:27 | 敵陣35 | ファルコンズ | 4 | 2:12 | 9 | 第4ダウン失敗 | — | — | — | —          | —            |
| 2 | 14:15 | 自陣29 | ブロンコス | 10 | 4:58 | 63 | フィールドゴール成功 | 26 | Elam | — | 10         | 3            |
| 2 | 9:17 | 自陣27 | ファルコンズ | 7 | 4:10 | 65 | 26ydフィールドゴール失敗 | — | — | — | —          | —            |
| 2 | 5:07 | 自陣20 | ブロンコス | 1 | 0:24 | 80 | タッチダウン（パス） | 80 | エルウェイ→Smith | キック成功 | 17         | 3            |
| 2 | 4:43 | 敵陣49 | ファルコンズ | 6 | 2:18 | 38 | フィールドゴール成功 | 28 | アンダーセン | — | 17         | 6            |
| 2 | 2:25 | 自陣28 | ブロンコス | 7 | 1:51 | 27 | パント | — | — | — | —          | —            |
| 2 | 0:34 | 自陣10 | ファルコンズ | 2 | 0:34 | 6 | 前半終了 | — | — | — | —          | —            |
| 前半終了 | | | | | | | | | | |            |              |
| 3 | 15:00 | 自陣26 | ブロンコス | 12 | 6:59 | 54 | 38ydフィールドゴール失敗 | — | — | — | —          | —            |
| 3 | 8:01 | 自陣28 | ファルコンズ | 4 | 2:08 | 25 | インターセプト | — | — | — | —          | —            |
| 3 | 5:53 | 敵陣42 | ブロンコス | 4 | 2:04 | 13 | 48ydフィールドゴール失敗 | — | — | — | —          | —            |
| 3 | 3:49 | 自陣38 | ファルコンズ | 4 | 2:03 | 41 | インターセプト | — | — | — | —          | —            |
| 3-4 | 1:46 | 敵陣24 | ブロンコス | 5 | 1:50 | 24 | タッチダウン（ラン） | 1 | Griffith | キック成功 | 24         | 6            |
| 4 | 14:56 | 自陣30 | ファルコンズ | 4 | 2:19 | 44 | インターセプト | — | — | — | —          | —            |
| 4 | 12:37 | 敵陣48 | ブロンコス | 3 | 1:17 | 48 | タッチダウン（ラン） | — | エルウェイ | キック成功 | 31         | 6            |
| 4 | 11:20 | | ファルコンズ | | 0:19 | | キックオフリターンTD | 94 | Dwight | キック成功 | 31         | 13           |
| 4 | 11:01 | 自陣46 | ブロンコス | 6 | 3:53 | 36 | フィールドゴール成功 | 37 | Elam | — | 34         | 13           |
| 4 | 7:08 | 自陣24 | ファルコンズ | 16 | 5:04 | 76 | タッチダウン（パス） | 3 | Chandler→Mathis | パス失敗 | 34         | 19           |
| 4 | 2:04 | 敵陣37 | ブロンコス | 4 | 0:30 | 7 | 第4ダウン失敗 | — | — | — | —          | —            |
| 4 | 1:34 | 自陣30 | ファルコンズ | 1 | 0:11 | -2 | ファンブルロスト | — | — | — | —          | —            |
| 4 | 1:23 | 敵陣28 | ブロンコス | 2 | 1:23 | -2 | 試合終了 | — | — | — | —          | —            |
| P=プレー数、TOP=タイム・オブ・ポゼッション、PAT=ポイント・アフター・タッチダウン。 アメリカンフットボールの用語集 (en) も参照。 | P=プレー数、TOP=タイム・オブ・ポゼッション、PAT=ポイント・アフター・タッチダウン。 アメリカンフットボールの用語集 (en) も参照。 | P=プレー数、TOP=タイム・オブ・ポゼッション、PAT=ポイント・アフター・タッチダウン。 アメリカンフットボールの用語集 (en) も参照。 | P=プレー数、TOP=タイム・オブ・ポゼッション、PAT=ポイント・アフター・タッチダウン。 アメリカンフットボールの用語集 (en) も参照。 | P=プレー数、TOP=タイム・オブ・ポゼッション、PAT=ポイント・アフター・タッチダウン。 アメリカンフットボールの用語集 (en) も参照。 | P=プレー数、TOP=タイム・オブ・ポゼッション、PAT=ポイント・アフター・タッチダウン。 アメリカンフットボールの用語集 (en) も参照。 | P=プレー数、TOP=タイム・オブ・ポゼッション、PAT=ポイント・アフター・タッチダウン。 アメリカンフットボールの用語集 (en) も参照。 | P=プレー数、TOP=タイム・オブ・ポゼッション、PAT=ポイント・アフター・タッチダウン。 アメリカンフットボールの用語集 (en) も参照。 | P=プレー数、TOP=タイム・オブ・ポゼッション、PAT=ポイント・アフター・タッチダウン。 アメリカンフットボールの用語集 (en) も参照。 | P=プレー数、TOP=タイム・オブ・ポゼッション、PAT=ポイント・アフター・タッチダウン。 アメリカンフットボールの用語集 (en) も参照。 | P=プレー数、TOP=タイム・オブ・ポゼッション、PAT=ポイント・アフター・タッチダウン。 アメリカンフットボールの用語集 (en) も参照。 | 34         | 19           |

ファルコンズは開始直後のキックオフで、リターナーのティム・ドワイトが31ヤードをリターンし、自陣37ヤード地点からの攻撃権を得た。スティーブ・アトウォーターの25ヤードのパスインターフェアランスの反則、ジャマール・アンダーソンの31ヤードのランで、ファルコンズは敵陣8ヤード地点まで前進した。第3ダウンにビル・ロマノウスキーがクリス・チャンドラーをサックしたため、ファルコンズはモーテン・アンダーセンが32ヤードのFGを決めて3-0と先制した。
ブロンコスは最初の攻撃で、ロッド・スミスへの41ヤードのパス、シャノン・シャープへの2本のパスなどで前進し、FBハワード・グリフィスが1ヤードを走りTDをあげた。ブロンコスにとって不幸なことに、このドライブでシャープが負傷、負傷した後もシャープは数プレー出場したが、その後、試合に戻ることができなかった。
第1Q終盤、シャープが弾いたエルウェイのパスをファルコンズのディフェンスバック、ロニー・ブラッドフォードがインターセプトして、敵陣35ヤード地点までリターンした。第2Q初め、ブロンコスのディフェンスは第3ダウン残り1ヤードに、アンダーソンのランを止めて、ノーゲインに抑え、第4ダウン残り1ヤードのギャンブルでもアンダーソンのランを2ヤードのロスに止めて、ピンチをしのいだ。直後のドライブでブロンコスは敵陣8ヤードまで前進、ジェイソン・イーラムが26ヤードのFGを決めて10-3とリードを広げた。
次の攻撃でファルコンズは、敵陣8ヤードまで前進したが、アンダーセンが26ヤードのFGを右に大きくはずした。直後のプレーでブロンコスのロッド・スミスは、ユージン・ロビンソンを振り切って80ヤードのTDレシーブをあげ、17-3となった。FOXスポーツはこのプレーが起きた瞬間、CMを流しており、多くのテレビ視聴者は、このプレーをリアルタイムでは見逃した。その後、ドワイトがキックオフリターンで42ヤードをリターンし、自陣49ヤード地点から攻撃権を得たファルコンズは、アンダーセンが28ヤードのFGを決めて17-6、11点差となって前半は終了した。
後半、ブロンコスは最初の攻撃で74ヤードを前進し、敵陣20ヤードまでたどりついたが、イーラムが38ヤードのFGを右に大きく外し、無得点に終わった。ファルコンズは、トニー・マーティンへの29ヤードのパス、チャンドラーのスクランブルで12ヤードを獲得するなど、敵陣41ヤードまで前進したが、ジョン・モブリーがチャンドラーをサックして6ヤードをロス、ダリウス・ジョンソンがチャンドラーのパスをインターセプトして28ヤードをリターン、ブロンコスは敵陣42ヤード地点から攻撃権を得た。続く攻撃でブロンコスは29ヤード地点まで前進したが、イーラムの47ヤードのFGは失敗に終わった。ファルコンズは、アンダーソンの13ヤードのラン、マシスへの13ヤードのパス、アンダーソンの15ヤードのランで、敵陣21ヤードまで前進した。しかしダリエン・ゴードンがチャンドラーのパスをインターセプトし、敵陣24ヤード地点までの58ヤードをリターンして点差を縮めるチャンスをつぶした。エルウェイは第3ダウン残り6ヤードから、エド・マカフリーへ15ヤードのパスを通して、ファーストダウンを更新、グリフィスが1ヤードを走って、この日2回目のTDをあげ、24-6となった。
ファルコンズは敵陣26ヤード地点まで前進したが、またしてもゴードンがボールをインターセプトして、敵陣48ヤード地点まで50ヤードをリターンした。次のプレーでエルウェイからショートパスを受けたデービスは39ヤードをゲイン、2プレー後、エルウェイが自ら3ヤードを走ってTD、31-6となった（このプレーでエルウェイはサーマン・トーマスに次いで史上2人目となる4回のスーパーボウルでTDをあげた選手となった。）。
ドワイトが94ヤードのキックオフリターンTDをあげて、31-13となったが、ファルコンズのオンサイドキックは失敗、エルウェイはマカフリーに25ヤードのパスを通し、残り7分ほどにイーラムが37ヤードのFGを成功させて34-13となった。
その後、チャンドラーからマシスへの3ヤードのTDパスが成功、2ポイントコンバージョンは失敗し、残り2分4秒で34-19となった。
ファルコンズが再度試みたオンサイドキックは失敗し、ブロンコスの第4ダウンギャンブルを止めて、残り1分34秒で攻撃権を得た。しかし敵陣33ヤード地点でアンダーソンがファンブル、これをタイロン・ブラクストンがリカバーし、その後ブロンコスが時間を使いきり、試合は終了した。第4Qにブロンコスが17点、ファルコンズが13点と合計で30点が入ったが、これはスーパーボウルの第4Qにおける得点記録となっている。
ファルコンズはオフェンスで337ヤードを獲得、反則による罰退もなく、敵陣30ヤード以内に7回進入したが、5回のターンオーバーもあり、わずか13点しか取れなかった。一方、ブロンコスオフェンスは457ヤードを獲得、34点をあげた。
ブロンコスではテレル・デービスが102ヤードを走るとともに、2回のレシーブで50ヤードを獲得、102ヤードを走ったデービスは、プレーオフ7試合連続で100ヤードを記録、第7回スーパーボウル、第8回スーパーボウルでのラリー・ゾンカ、第27回スーパーボウル、第28回スーパーボウルでのエミット・スミスについで、スーパーボウルで2年連続100ヤード以上を走った選手となった。ロッド・スミスは5回のレシーブで152ヤード、1TD、ゴードンは2インターセプトで、スーパーボウル記録となる108ヤードをリターンした。
ファルコンズではジャマール・アンダーソンが96ヤードを走るとともに、3回のレシーブで16ヤード、ティム・ドワイトは5回のキックオフリターンで210ヤード（平均42.0ヤード）をリターンした。またテランス・マシスは7回のレシーブで85ヤード、クリス・チャンドラーはパス35回中19回成功、219ヤード、1TD、3INTであった。
ダン・リーブスは、バド・グラント、ドン・シュラ、マーブ・リービーに次いで史上4人目のスーパーボウルで4回敗戦したヘッドコーチとなった。

## スターティングラインアップ
| デンバー・ブロンコス                       | ポジション | アトランタ・ファルコンズ                   |
| ------------------------------------------ | ---------- | ------------------------------------------ |
| オフェンス                                 |            |                                            |
| エド・マカフリー Ed McCaffrey              | WR         | テランス・マシス Terance Mathis            |
| トニー・ジョーンズ Tony Jones              | LT         | ボブ・ウィットフィールド Bob Whitfield     |
| マーク・シュレーレス Mark Schlereth        | LG         | カルビン・コリンズ Calvin Collins          |
| トム・ネイレン Tom Nalen                   | C          | ロビー・トベック Robbie Tobeck             |
| ダン・ニール Dan Neil                      | RG         | ジーン・ウィリアムズ Gene Williams         |
| ハリー・スウェイン Harry Swayne            | RT         | エフライム・サラーム Ephraim Salaam        |
| シャノン・シャープ Shannon Sharpe          | TE         | O・J・サンチャゴ O.J. Santiago             |
| ロッド・スミス Rod Smith                   | WR         | トニー・マーティン Tony Martin             |
| ジョン・エルウェイ John Elway              | QB         | クリス・チャンドラー Chris Chandler        |
| テレル・デービス Terrell Davis             | RB         | ジャマール・アンダーソン Jamal Anderson    |
| ハワード・グリフィス Howard Griffith       | FB-TE      | ブライアン・コズロウスキー Brian Kozlowski |
| ディフェンス                               |            |                                            |
| ハロルド・ハッセルバック Harald Hasselbach | LE         | レスター・アーチャンボー Lester Archambeau |
| キース・トレイラー Keith Traylor           | LDT        | トラビス・ホール Travis Hall               |
| トレバー・プライス Trevor Pryce            | RDT        | シェーン・ドロネット Shane Dronett         |
| マア・タヌバサ Maa Tanuvasa                | RE         | チャック・スミス Chuck Smith               |
| ジョン・モブリー John Mobley               | LOLB       | コーネリアス・ベネット Cornelius Bennett   |
| グレン・カドレス Glenn Cadrez              | MLB        | ジェシー・タグル Jessie Tuggle             |
| ビル・ロマノウスキー Bill Romanowski       | ROLB       | ヘンリ・クロケット Henri Crockett          |
| レイ・クロケット Ray Crockett              | LCB        | レイ・ブキャナン Ray Buchanan              |
| ダリエン・ゴードン Darrien Gordon          | RCB        | マイケル・ブッカー Michael Booker          |
| タイロン・ブラクストン Tyrone Braxton      | SS         | ウィリアム・ホワイト William White         |
| スティーブ・アトウォーター Steve Atwater   | FS         | ユージン・ロビンソン Eugene Robinson       |
| スペシャルチーム                           |            |                                            |
| ジェイソン・イーラム Jason Elam            | K          | モーテン・アンダーセン Morten Anderseno    |
| トム・ルーエン Tom Rouen                   | P          | ダン・ストリジンスキー Dan Stryzinski      |
| ヘッドコーチ                               |            |                                            |
| マイク・シャナハン Mike Shanahan           |            | ダン・リーブス Dan Reeves                  |

## トーナメント表
|  | |                                     |                                     |                        |                        |                                  |                                  |                                  |                                  |                                  |                                  |                                      |                                      |                                      |  |  |  |  |
|  | 1月3日 オールテル・スタジアム | 1月3日 オールテル・スタジアム       | 1月3日 オールテル・スタジアム       |                        |                        | 1月10日 ジャイアンツ・スタジアム | 1月10日 ジャイアンツ・スタジアム | 1月10日 ジャイアンツ・スタジアム |                                  |                                  |                                  |                                      |                                      |                                      |  |  |  |  |
|  | 1月3日 オールテル・スタジアム | 1月3日 オールテル・スタジアム       | 1月3日 オールテル・スタジアム       |                        |                        | 1月10日 ジャイアンツ・スタジアム | 1月10日 ジャイアンツ・スタジアム | 1月10日 ジャイアンツ・スタジアム |                                  |                                  |                                  |                                      |                                      |                                      |  |  |  |  |
|  | 1月3日 オールテル・スタジアム | 1月3日 オールテル・スタジアム       | 1月3日 オールテル・スタジアム       |                        |                        | 1月10日 ジャイアンツ・スタジアム | 1月10日 ジャイアンツ・スタジアム | 1月10日 ジャイアンツ・スタジアム |                                  |                                  |                                  |                                      |                                      |                                      |  |  |  |  |
|  | 1月3日 オールテル・スタジアム | 1月3日 オールテル・スタジアム       | 1月3日 オールテル・スタジアム       |                        |                        | 1月10日 ジャイアンツ・スタジアム | 1月10日 ジャイアンツ・スタジアム | 1月10日 ジャイアンツ・スタジアム |                                  |                                  |                                  |                                      |                                      |                                      |  |  |  |  |
|  | 6 | ペイトリオッツ                      | 10                                  |                        |                        | 1月10日 ジャイアンツ・スタジアム | 1月10日 ジャイアンツ・スタジアム | 1月10日 ジャイアンツ・スタジアム |                                  |                                  |                                  |                                      |                                      |                                      |  |  |  |  |
|  | 6 | ペイトリオッツ                      | 10                                  | 3                      | ジャガーズ             | 24                               |                                  |                                  |                                  |                                  |                                  |                                      |                                      |                                      |  |  |  |  |
|  | 3 | ジャガーズ                          | 25                                  | 3                      | ジャガーズ             | 24                               |                                  |                                  | 1月17日 マイル・ハイ・スタジアム | 1月17日 マイル・ハイ・スタジアム | 1月17日 マイル・ハイ・スタジアム |                                      |                                      |                                      |  |  |  |  |
|  | 3 | ジャガーズ                          | 25                                  | 2                      | ジェッツ               | 34                               |                                  |                                  | 1月17日 マイル・ハイ・スタジアム | 1月17日 マイル・ハイ・スタジアム | 1月17日 マイル・ハイ・スタジアム |                                      |                                      |                                      |  |  |  |  |
|  | |                                     |                                     | 2                      | ジェッツ               | 34                               |                                  |                                  | 1月17日 マイル・ハイ・スタジアム | 1月17日 マイル・ハイ・スタジアム | 1月17日 マイル・ハイ・スタジアム |                                      |                                      |                                      |  |  |  |  |
|  | AFC |                                     |                                     |                        |                        |                                  |                                  |                                  | 1月17日 マイル・ハイ・スタジアム | 1月17日 マイル・ハイ・スタジアム | 1月17日 マイル・ハイ・スタジアム |                                      |                                      |                                      |  |  |  |  |
|  | 1月2日 プロ・プレイヤー・スタジアム | 1月2日 プロ・プレイヤー・スタジアム | 1月2日 プロ・プレイヤー・スタジアム | 2                      | ジェッツ               | 10                               |                                  |                                  |                                  |                                  |                                  |                                      |                                      |                                      |  |  |  |  |
|  | 1月2日 プロ・プレイヤー・スタジアム | 1月2日 プロ・プレイヤー・スタジアム | 1月2日 プロ・プレイヤー・スタジアム | 2                      | ジェッツ               | 10                               | 1月9日 マイル・ハイ・スタジアム  |                                  |                                  |                                  |                                  |                                      |                                      |                                      |  |  |  |  |
|  | 1月2日 プロ・プレイヤー・スタジアム | 1月2日 プロ・プレイヤー・スタジアム | 1月2日 プロ・プレイヤー・スタジアム |                        | 1                      | ブロンコス                       | 23                               |                                  |                                  |                                  |                                  |                                      |                                      |                                      |  |  |  |  |
|  | 1月2日 プロ・プレイヤー・スタジアム | 1月2日 プロ・プレイヤー・スタジアム | 1月2日 プロ・プレイヤー・スタジアム |                        | 1                      | ブロンコス                       | 23                               |                                  |                                  |                                  |                                  |                                      |                                      |                                      |  |  |  |  |
|  | 5 | ビルズ                              | 17                                  | AFC チャンピオンシップ | AFC チャンピオンシップ | AFC チャンピオンシップ           |                                  |                                  |                                  |                                  |                                  |                                      |                                      |                                      |  |  |  |  |
|  | 5 | ビルズ                              | 17                                  | AFC チャンピオンシップ | AFC チャンピオンシップ | AFC チャンピオンシップ           | 4                                | ドルフィンズ                     | 3                                |                                  |                                  |                                      |                                      |                                      |  |  |  |  |
|  | 4 | ドルフィンズ                        | 24                                  | AFC チャンピオンシップ | AFC チャンピオンシップ | AFC チャンピオンシップ           | 4                                | ドルフィンズ                     | 3                                |                                  |                                  | 1月31日 プロ・プレーヤー・スタジアム | 1月31日 プロ・プレーヤー・スタジアム | 1月31日 プロ・プレーヤー・スタジアム |  |  |  |  |
|  | 4 | ドルフィンズ                        | 24                                  | AFC チャンピオンシップ | AFC チャンピオンシップ | AFC チャンピオンシップ           | 1                                | ブロンコス                       | 38                               |                                  |                                  | 1月31日 プロ・プレーヤー・スタジアム | 1月31日 プロ・プレーヤー・スタジアム | 1月31日 プロ・プレーヤー・スタジアム |  |  |  |  |
|  | ワイルドカード・プレーオフ |                                     |                                     |                        |                        |                                  | 1                                | ブロンコス                       | 38                               |                                  |                                  | 1月31日 プロ・プレーヤー・スタジアム | 1月31日 プロ・プレーヤー・スタジアム | 1月31日 プロ・プレーヤー・スタジアム |  |  |  |  |
|  | ディビジョナル・プレーオフ |                                     |                                     |                        |                        |                                  |                                  |                                  |                                  |                                  |                                  | 1月31日 プロ・プレーヤー・スタジアム | 1月31日 プロ・プレーヤー・スタジアム | 1月31日 プロ・プレーヤー・スタジアム |  |  |  |  |
|  | 1月3日 3Comパーク | 1月3日 3Comパーク                   | 1月3日 3Comパーク                   | A1                     | ブロンコス             | 34                               |                                  |                                  |                                  |                                  |                                  |                                      |                                      |                                      |  |  |  |  |
|  | 1月3日 3Comパーク | 1月3日 3Comパーク                   | 1月3日 3Comパーク                   | A1                     | ブロンコス             | 34                               | 1月9日 ジョージア・ドーム        |                                  |                                  |                                  |                                  |                                      |                                      |                                      |  |  |  |  |
|  | 1月3日 3Comパーク | 1月3日 3Comパーク                   | 1月3日 3Comパーク                   |                        | N2                     | ファルコンズ                     | 19                               |                                  |                                  |                                  |                                  |                                      |                                      |                                      |  |  |  |  |
|  | 1月3日 3Comパーク | 1月3日 3Comパーク                   | 1月3日 3Comパーク                   |                        | N2                     | ファルコンズ                     | 19                               |                                  |                                  |                                  |                                  |                                      |                                      |                                      |  |  |  |  |
|  | 5 | パッカーズ                          | 27                                  | 第33回スーパーボウル   | 第33回スーパーボウル   | 第33回スーパーボウル             |                                  |                                  |                                  |                                  |                                  |                                      |                                      |                                      |  |  |  |  |
|  | 5 | パッカーズ                          | 27                                  | 第33回スーパーボウル   | 第33回スーパーボウル   | 第33回スーパーボウル             | 4                                | 49ers                            | 18                               |                                  |                                  |                                      |                                      |                                      |  |  |  |  |
|  | 4 | 49ers                               | 30                                  | 第33回スーパーボウル   | 第33回スーパーボウル   | 第33回スーパーボウル             | 4                                | 49ers                            | 18                               |                                  |                                  | 1月17日 HHHメトロドーム              | 1月17日 HHHメトロドーム              | 1月17日 HHHメトロドーム              |  |  |  |  |
|  | 4 | 49ers                               | 30                                  | 第33回スーパーボウル   | 第33回スーパーボウル   | 第33回スーパーボウル             | 2                                | ファルコンズ                     | 20                               |                                  |                                  | 1月17日 HHHメトロドーム              | 1月17日 HHHメトロドーム              | 1月17日 HHHメトロドーム              |  |  |  |  |
|  | |                                     |                                     |                        |                        |                                  | 2                                | ファルコンズ                     | 20                               |                                  |                                  | 1月17日 HHHメトロドーム              | 1月17日 HHHメトロドーム              | 1月17日 HHHメトロドーム              |  |  |  |  |
|  | NFC |                                     |                                     |                        |                        |                                  |                                  |                                  |                                  |                                  |                                  | 1月17日 HHHメトロドーム              | 1月17日 HHHメトロドーム              | 1月17日 HHHメトロドーム              |  |  |  |  |
|  | 1月2日 テキサス・スタジアム | 1月2日 テキサス・スタジアム         | 1月2日 テキサス・スタジアム         | 2                      | ファルコンズ           | 30                               |                                  |                                  |                                  |                                  |                                  |                                      |                                      |                                      |  |  |  |  |
|  | 1月2日 テキサス・スタジアム | 1月2日 テキサス・スタジアム         | 1月2日 テキサス・スタジアム         | 2                      | ファルコンズ           | 30                               | 1月10日 HHHメトロドーム          |                                  |                                  |                                  |                                  |                                      |                                      |                                      |  |  |  |  |
|  | 1月2日 テキサス・スタジアム | 1月2日 テキサス・スタジアム         | 1月2日 テキサス・スタジアム         |                        | 1                      | バイキングス                     | 27                               |                                  |                                  |                                  |                                  |                                      |                                      |                                      |  |  |  |  |
|  | 1月2日 テキサス・スタジアム | 1月2日 テキサス・スタジアム         | 1月2日 テキサス・スタジアム         |                        | 1                      | バイキングス                     | 27                               |                                  |                                  |                                  |                                  |                                      |                                      |                                      |  |  |  |  |
|  | 6 | カージナルス                        | 20                                  | NFC チャンピオンシップ | NFC チャンピオンシップ | NFC チャンピオンシップ           |                                  |                                  |                                  |                                  |                                  |                                      |                                      |                                      |  |  |  |  |
|  | 6 | カージナルス                        | 20                                  | NFC チャンピオンシップ | NFC チャンピオンシップ | NFC チャンピオンシップ           | 6                                | カージナルス                     | 18                               |                                  |                                  |                                      |                                      |                                      |  |  |  |  |
|  | 3 | カウボーイズ                        | 7                                   | NFC チャンピオンシップ | NFC チャンピオンシップ | NFC チャンピオンシップ           | 6                                | カージナルス                     | 18                               |                                  |                                  |                                      |                                      |                                      |  |  |  |  |
|  | 3 | カウボーイズ                        | 7                                   | NFC チャンピオンシップ | NFC チャンピオンシップ | NFC チャンピオンシップ           | 1                                | バイキングス                     | 41                               |                                  |                                  |                                      |                                      |                                      |  |  |  |  |
|  | |                                     |                                     |                        |                        |                                  | 1                                | バイキングス                     | 41                               |                                  |                                  |                                      |                                      |                                      |  |  |  |  |
|  | - 対戦カード及びスタジアムはシード順で決定される。 そのラウンドに登場する最上位チームが最下位チームとホームで対戦、残った2チームが上位チームのホームで対戦する。 - スーパーボウル開催地は事前にオーナー会議で決定。 - チーム名の左の数字は、1998年レギュラーシーズンの結果に基づいて決定されたシード順。 - * は延長戦決着 - 日付はアメリカ東部時間 |                                     |                                     |                        |                        |                                  |                                  |                                  |                                  |                                  |                                  |                                      |                                      |                                      |  |  |  |  |